# 増倉一郎
増倉 一郎（ますくら いちろう、1938年3月27日 - 2023年9月13日）は、日本の経営者。髙島屋社長、会長を務めた。大阪府八尾市出身。

## 来歴・人物
1961年に慶應義塾大学経済学部を卒業し、同年に髙島屋に入社した。1991年5月に取締役に就任し、常務、専務を経て、2001年3月に社長に就任。2003年3月に会長に就任し、2005年5月から相談役を務めた。
一方で、2004年から2019年までに南海電気鉄道で取締役と監査役を務めた。
2023年9月13日、敗血症のため死去。85歳没。